# Małgorzata brandenburska (ok. 1450–1489)
Małgorzata brandenburska (ur. ok. 1450, zm. 1489) – księżniczka brandenburska, księżna pomorska, żona księcia pomorskiego Bogusława X z dynastii Gryfitów. Córka elektora Fryderyka II Żelaznego (Hohenzollerna) i jego żony Katarzyny saksońskiej (1421-1476) – córki elektora Saksonii Fryderyka I Kłotnika.

## Życiorys
Spośród wszystkich dzieci Fryderyka II przeżyła tylko ona – Małgorzata – i jej starsza siostra, Dorota.
Małgorzata brandenburska wyszła za mąż po 21 września 1477 w Prenzlau za księcia Bogusława X.
Małżeństwo to było wynikiem negocjacji pokojowych pomiędzy władcami Pomorza i Brandenburgii. Wkrótce po ślubie ujawniły się poważne problemy małżeńskie Małgorzaty i Bogusława X. W 1488 roku doszło do separacji po procesie, który dowiódł, że Małgorzata zdradzała męża. Ten w rewanżu zamknął Małgorzatę w zamku we Wkryujściu i rozpoczął starania o rozwód. To doprowadziło do napięć politycznych pomiędzy Brandenburgią a Pomorzem.

## Śmierć
Małgorzata zmarła w drugiej połowie 1489 roku jeszcze przed podjęciem decyzji rozwodowej przez papieża i została pochowana w kościele parafialnym św. Piotra w Wołogoszczy. Małżeństwo Małgorzaty Brandenburskiej i Bogusława X było bezpotomne.